# 整垮珂萝米
《整垮珂萝米》（英语：Burning Chrome）是一部由加拿大籍美国作家威廉·吉布森所著的科幻短篇小说。这部小说首次出版于Omni杂志1982年7月刊。吉布森在1981年的秋天於科罗拉多州的丹佛市举行的科幻大会上给四名与会者第一次閱讀这部小说。这四人中有布鲁斯·斯特林，吉布森不久后称赞斯特林“完全读懂了这小说的要点”。在1983年的星云奖上，这部小说也膺获了提名。在1986年的同名短篇小说集中，这部小说和吉布森在当时其余的短篇小说同样被收录了。

## 剧情
本小说讲述了两个自由职业者黑客——自动臂杰克（"Automatic" Jack），本作主角，也是个硬件专才；和博比·奎因（Bobby Quine），一个软件专家——的故事。博比迷上了个名叫律姬（Rukki）的姑娘，为了给她留下个深刻的印象，博比想变富。杰克已经获取了个强大的俄罗斯“破冰器”程序，这个程序能用来穿透公司的安全系统。博比建议他们应该用这个程序来闯入一个臭名昭著但恶毒无比的罪犯珂萝米（Chrome）的系统。珂萝米掌握了有组织犯罪的资金转移系统，而杰克很不情愿地同意了帮助的请求。闯入行动是成功的，杰克和博比清空了珂萝米的银行账户，但他们发现律姬一直在家和珂萝米有关系的妓院工作。她使用她挣来的钱来给自己买了双赛博义眼来植入，之后去了好莱坞；然而，杰克用他自己的钱把她的机票换到了前往千叶市，那是律姬一直梦想去的地方。杰克也给律姬买了张回程的机票，但她永远也不会用这张票。这个消息让两人极为悲恸，因为他们俩都爱上了律姬，但他们再也见不到她一面了。

## 同作者其他作品之间的联系
这部短篇小说是吉布森的蔓生都市系列的第一部作品，也是蔓生都市三部曲的概念原型。
博比·奎因在《神经漫游者》中也被提到了，他是主人公的师傅之一。芬兰佬（The Finn）也是个在蔓生都市三部曲中反复出现的角色，他首次在本作中以配角的身份登场。这部小说的故事也在蔓生都市三部曲中的第二部《零伯爵》中被提及。

## 反响
吉布森创造了术语“赛博空间（又称网络空间，英语：Cyberspace）”，用于指代计算机网络中的“大众的交感的幻觉”。
故事中的一句话“……道上的伙计们拿它派了别的用途（the street finds its own uses for things）……”在英语世界已经成了条被广泛引用的格言，描述有时候用户们会将技术用在意想不到的方面（比如，hip-hop DJ把唱盘从播放媒体转化为了一种音乐制作工具）。 